# Folsgare
Folsgare (Fries: Folsgeare, [folz’ɡɪ.ərə]) is een dorp in de gemeente Súdwest-Fryslân, in de Nederlandse provincie Friesland. Folsgare ligt tussen Nijland en Sneek net ten zuiden van de A7. Door het dorp loopt de Folsgarer Opvaart. In 2023 telde het dorp 350 inwoners.

## Geschiedenis
Het dorp was is ontstaan als terpdorp. Ten oosten en zuiden van Folsgare lagen enkele boerderijen met een eigen opvaart. Het dorp groeide in de jaren 80 en 90 van de twintigste eeuw.
In de 13e eeuw werd de plaats vermeld als Ffoldesgara, in 1482 als Ffolsgare, in 1482 als Ffollehoge en Folzegar, in 1492 als Folsgaere, in 1493 als folsgare, in 1505 als Folsgera en in 1507 als Ffolsgare.
Wat precies de plaatsnaam duidt is onduidelijk maar mogelijk wijst op een spits toelopend stuk land (van het Oudfriese woord gâra) van of bewoond door de persoon Foldo.
Tot 2011 lag Folsgare in de toenmalige gemeente Wymbritseradeel.

## Kerk

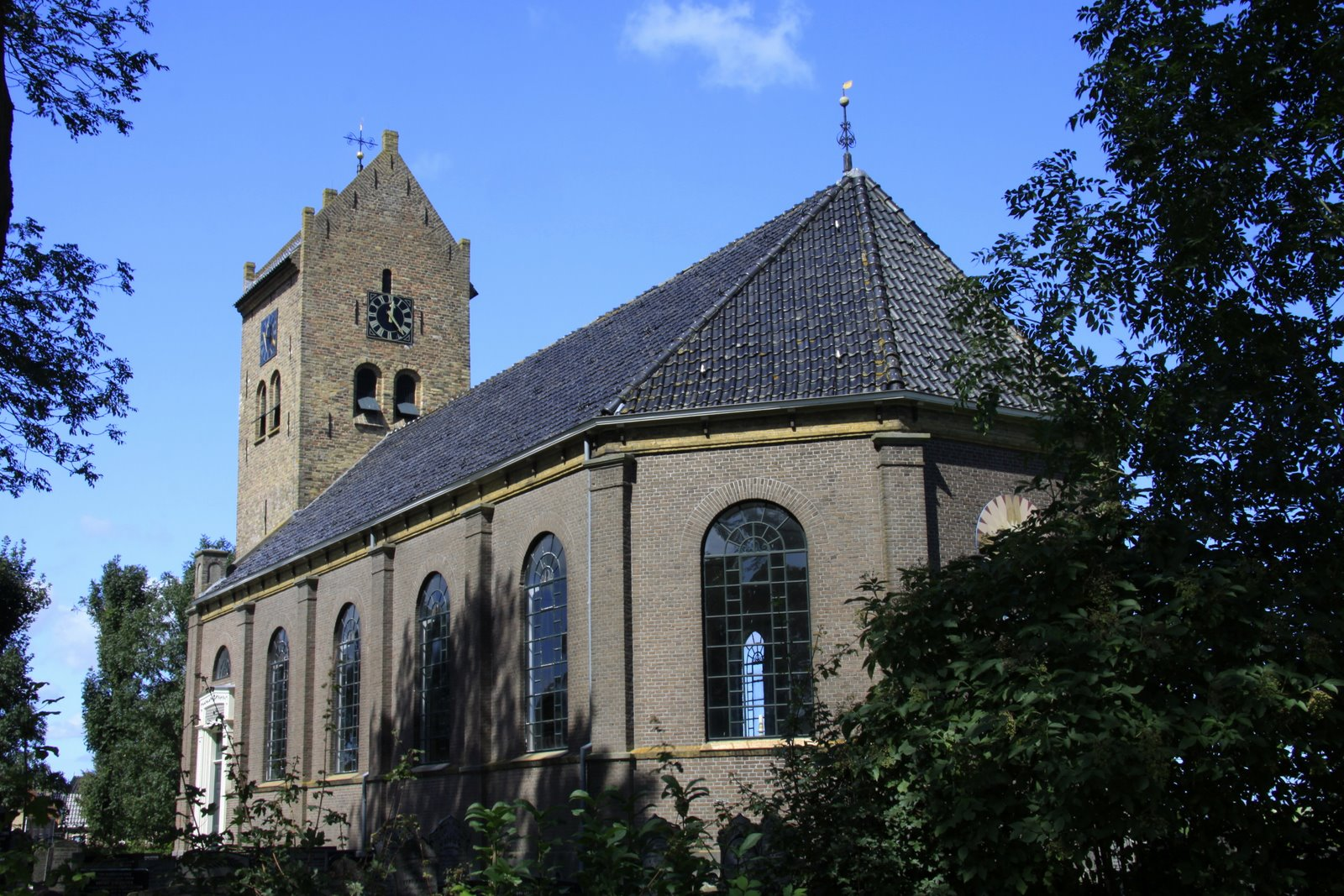
Laurentiuskerk

De kerk van het dorp is de Laurentiuskerk. Deze zaalkerk met driezijdig gesloten koor werd in 1875 gebouwd.
Men was reeds in 1864 begonnen met de bouw maar door een slechte fundering moest men de kerk weer afbreken in 1874. Zo werd er nieuwe zaalkerk gebouwd. De zadeldaktoren van de kerk is nog van een oudere kerk, mogelijk uit de 13e eeuw. De toren heeft een luidklok uit 1532.

## Sport
Folsgare heeft een kaatsvereniging, een biljartvereniging en jeu-de-boulesvereniging.

## Cultuur

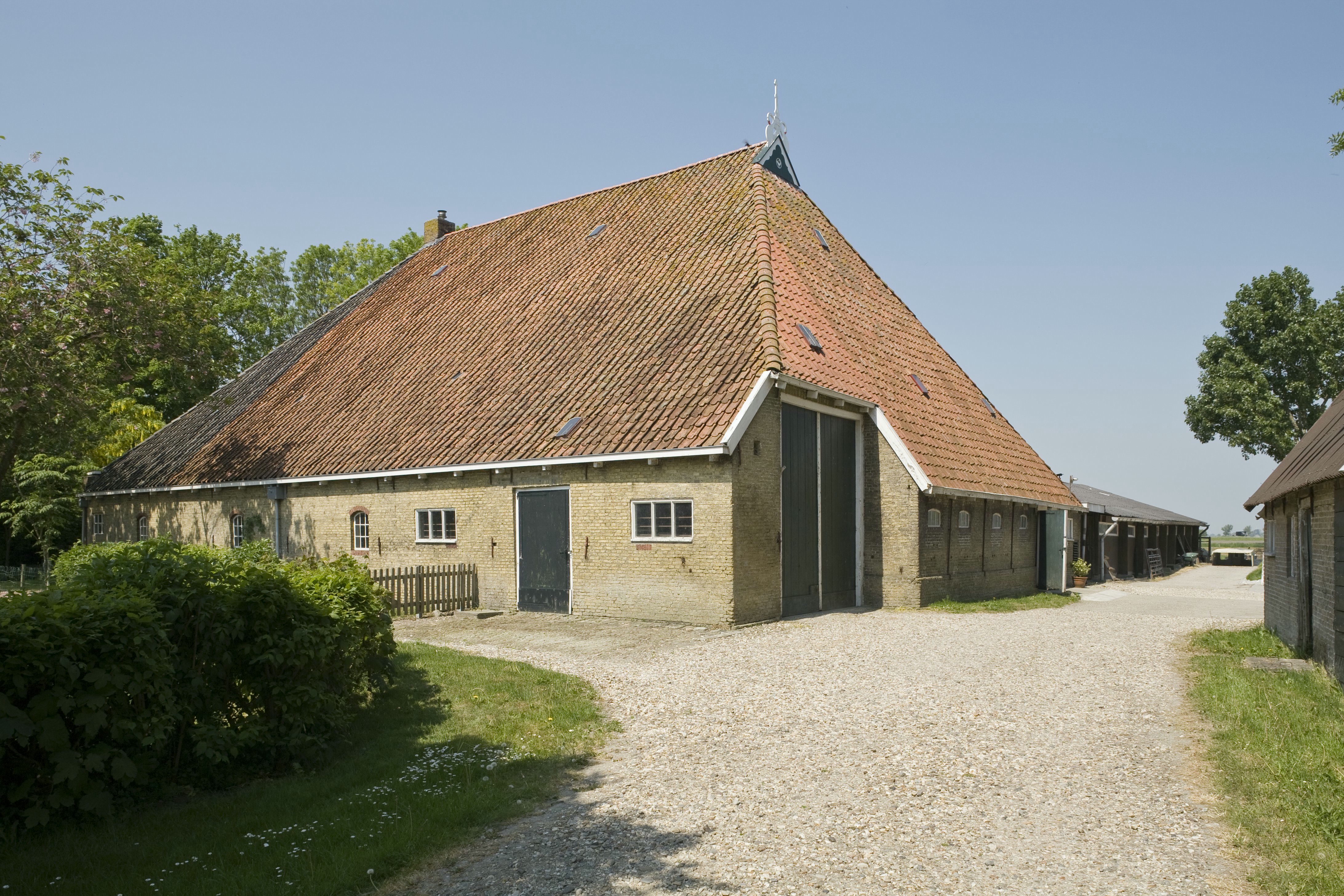
Boerderij

Het dorp heeft een dorpshuis, de Yn 'e Lijte geheten. Verder is er een toneelvereniging Foar de Wyn en een shantykoor.

## Onderwijs
Het dorp had tot en met schooljaar 2017-2018 een eigen basisschool, De Gearrin geheten. De school was in 2015 al gefuseerd met de scholen van Oosthem en Abbega maar dat bleek toch onvoldoende om genoeg leerlingen te behouden. De school is daarna gefuseerd met die van Nijland en het schoolgebouw in Folsgare werd gesloten.

## Geboren in Folsgare
- Meinte Abma (1930-??), burgemeester
- Gerben Abma (1932-2016), historicus en schrijver
- Willem Abma (1942-2024), theoloog en dichter en schrijver